# Merbabu
Le Merbabu est un stratovolcan de Java central en Indonésie. Son nom signifie « montagne de cendres » en javanais. Le Merapi encore actif lui est directement adjacent au sud-est. La ville de Salatiga se trouve au nord. Un col de 1 500 m d'altitude relie les deux volcans. Le village de Selo y est situé.

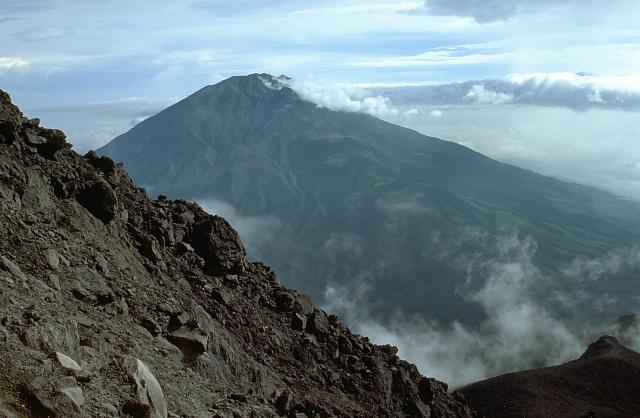
Le Merbabu vu depuis le Merapi.

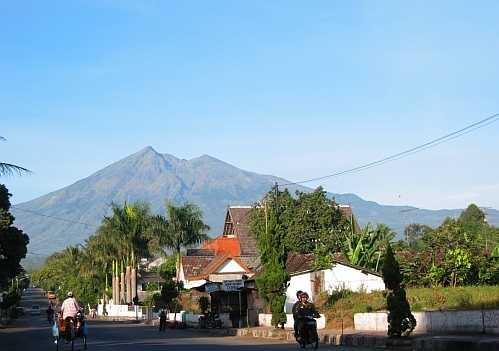
Autre vue depuis Salatiga.

Le Merbabu a deux sommets, le Syarif (3 119 m) et le Kenteng Songo (3 145 m). Trois vallées radiales en forme de U s'étendent depuis le sommet de Kenteng Songo vers le nord-ouest, le nord-est et le sud-est.
Deux éruptions connues ont eu lieu en 1560 et en 1797. Celle de 1797 a été évaluée 2 : explosive sur l'indice d'explosivité volcanique. Une éruption non confirmée aurait eu lieu en 1570.
Les récentes éruptions provenaient d'une fissure nord-nord-ouest-sud-sud-est qui traverse le sommet et a alimenté les abondants flots de lave des cratères de Kopeng et Kajor respectivement sur les flancs nord et sud.
On peut faire l'ascension du Merbabu par plusieurs routes à partir du bourg de Kopeng au nord-ouest et de celui de Selo au sud. L'ascension de Kopeng à Kenteng Songo prend de 8 à 10 heures[réf. souhaitée].